# Marzio di Colantonio

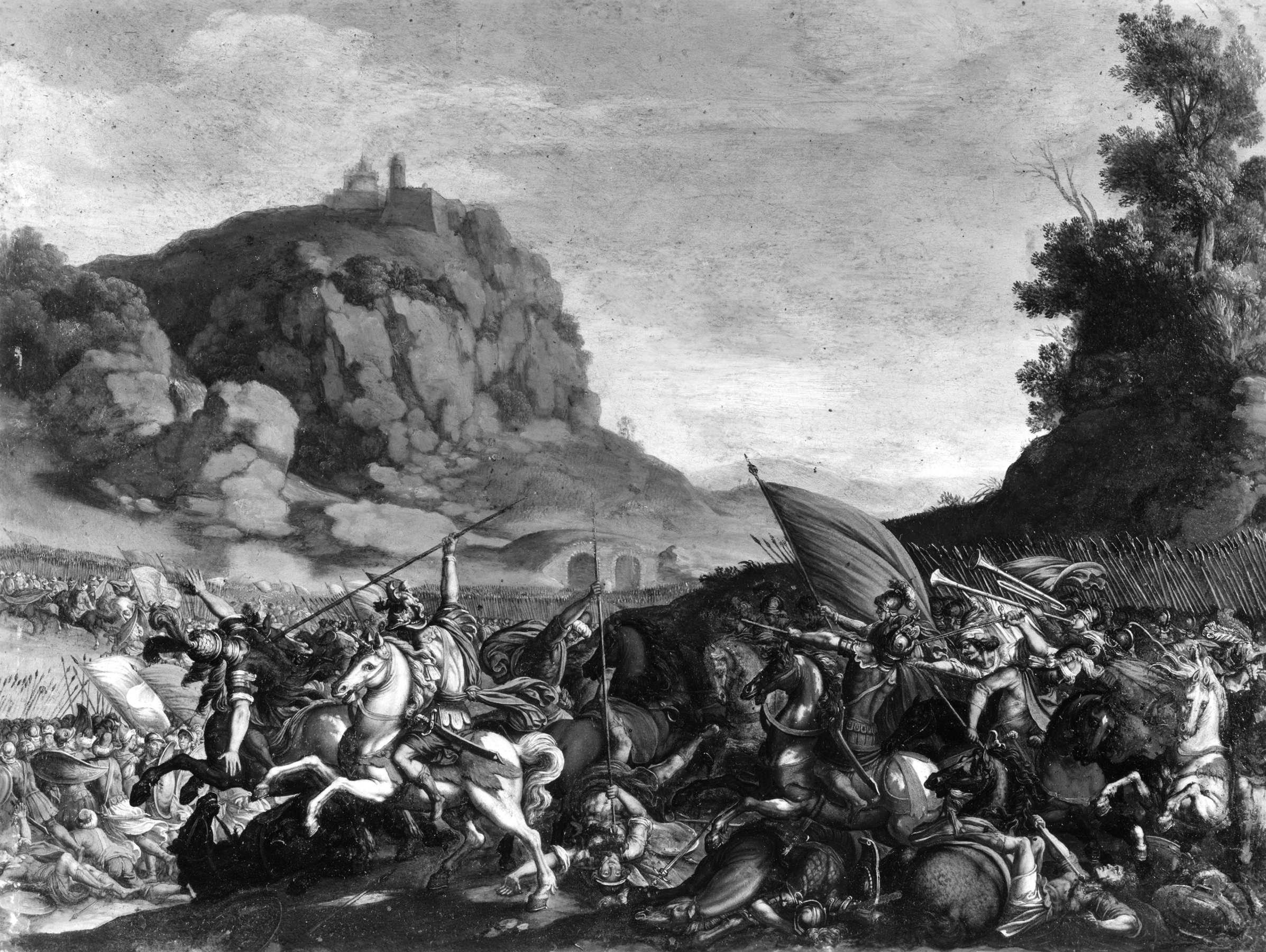
Alessandro Magno alla conquista dell'Asia, Walters Art Museum, 1620

Marzio di Colantonio o di Colantonio Ganassini o di Cola Antonio (Roma, circa 1580 – Viterbo, dopo il 1623) è stato un pittore italiano di nature morte e paesaggi, e di decorazioni ad affresco di grottesche e scene di battaglia con piccole figure. I suoi dipinti di nature morte contengono selvaggina cacciata.

## Biografia
Si formò inizialmente sotto la guida del padre, pittore di grottesche. Si dice che in seguito abbia studiato con Antonio Tempesta. Dipinse alcuni soggetti sacri, tra cui affreschi per la chiesa di Santa Maria della Consolazione a Roma, ma era noto soprattutto per i suoi dipinti di battaglie, per i quali fu reclutato dal cardinale di Savoia per lavorare per un periodo in Piemonte per la Casa Savoia.